# Ophion ocellaris
Ophion ocellaris är en stekelart som beskrevs av Ulbricht 1926. Ophion ocellaris ingår i släktet Ophion och familjen brokparasitsteklar. Inga underarter finns listade i Catalogue of Life.